# Tell Me It's Over
«Tell Me It's Over» es una canción interpretada por la cantante franco-canadiense Avril Lavigne. Se lanzó el 12 de diciembre de 2018 junto con el pedido anticipado de su sexto álbum de estudio Head Above Water. Es la canción lanzada a las plataformas después del tema principal del álbum, "Head Above Water".

## Promoción
Lavigne publicó la portada y anunció la fecha de lanzamiento en sus redes sociales el día 5 de diciembre. Anteriormente había publicado fotos del video acompañadas de la línea "Porque no parece que se haya acabado cuando cierras la puerta".

## Composición
«Tell Me It's Over» es una balada de soul escrita por Lavigne junto a Melissa Bel, Ryan Cabrera, Johan Carlsson y Justin Gray. Lavigne explicó en una declaración que la canción se trata sobre "ser fuerte, finalmente poner el pie abajo y cerrar la puerta a una relación que sabes que está mal después de caer una y otra vez en sus juegos".
Acerca de sus inspiraciones para escribir la canción, Lavigne dijo: "Las voces y las letras son muy vulnerables, lo que refleja los sentimientos que tuve en relaciones como estas. Quería escribir algo clásico y me he inspirado en algunas de las reinas eternas que escucha todos los días en casa, Billie Holiday, Ella Fitzgerald, Aretha Franklin y Etta James".

## Vídeo Musical
El video musical que acompaña a la canción se estrenó el día 12 de diciembre de 2018 en el canal de YouTube de Lavigne. Fue dirigida por Erica Silverman y en él se encuentra a Lavigne compartiendo una Navidad llena de amor con su novio antes de que las cosas empiecen a desmoronarse y él rompa su teléfono en el suelo en medio de otra pelea.

## Posicionamiento en las listas
| Listas (2019)                    | Mejor posición |
| -------------------------------- | -------------- |
| Canadá (Canadian Hot 100)        | 20             |
| Estados Unidos (Digital Songs)   | 36             |
| Nueva Zelanda Hot Singles (RMNZ) | 39             |

## Historial de lanzamiento
| País   | Fecha                   | Formato                   | Discográfica | Ref    |
| ------ | ----------------------- | ------------------------- | ------------ | ------ |
| Varios | 12 de diciembre de 2018 | Digital downloadstreaming | BMG          | [ 15 ] |